# Jag har drömt...
Jag har drömt... är en dikt av Dan Andersson som ingår i Svarta ballader som gavs ut 1917. Dikten har tonsatts av Dag Vag, Rolf Carlsson och Sofia Karlsson.